# OK Skogsvargarna
OK Skogsvargarna är en ideell idrottsförening i Vargön som sysslar med orientering, längdskidor och traillöpning. Klubben bildades 1959 och har sin klubbstuga på Bergagården, Hunneberg. I anslutning till klubbstugan finns ett antal motionsspår av olika längd.
Förutom kurser i orientering för främst barn och ungdomar anordnar klubben Naturpasset samt tipspromenader för allmänheten på söndagar under vår och höst.
4 september 2010 var klubben medarrangör för 2010 års upplaga av SM i Pre-O.